# Josep Català i Soler
Josep Català i Soler   (Esplugues de Llobregat, 1 de desembre de 1922 - 4 de febrer de 1990) va ser batlle d'Esplugues de Llobregat entre 1969 i 1979.

## Biografia
De família santjustencs, va estudiar a l'Escola de l'Ateneu d'aquell poble i, posteriorment, continuà els estudis a Barcelona. Va participar en organitzacions d'educació i lleure juvenil. Pels volts de 1960 va ser un dels fundadors del que seria Radio Juventud, una emissora local de ràdio. Josep Català va ser un promotor cultural actiu tota la vida, des de la música i la pintura fins al cinema i el periodisme. També va ser molt actiu en la vida parroquial des de la joventut, militant successivament a Acció Catòlica, Moviment Familiar Cristià i Grups Carismàtics de renovació cristiana.
Després de la Guerra Civil s'afilià al Frente de Juventudes. Va ser designat el 1959 per a la Delegació Sindical del Sindicat Vertical. El 1967 va entrar per terç familiar a formar part de l'Ajuntament d'Esplugues. El 1969 va ser nomenat alcalde. Segons Josep Català en ser nomenat, el seu programa polític volia ser de «continuïtat al que s'ha establert i endegat segons tres punts essencials: diàleg entre autoritats i poble, participació del poble en tot el que sigui possible i preocupació social». Durant els seus anys de mandat va haver de fer front a problemes diversos, com el les aigües residuals, l'augment del cens
escolar i la construcció d'escoles, l'ampliació del cementiri, l'adquisició del Casal de Cultura, de can Tinturé, la nova Biblioteca o la construcció de dos mercats nous. També va haver de gestionar la transició a la democràcia, després de la qual es va retirar, tot i que va continuar aconsellant el nou Ajuntament els anys subsegüents.